# Bessan
Bessan là một xã trong tỉnh Hérault thuộc vùng Occitanie ở phía nam nước Pháp. Xã này nằm ở khu vực có độ cao trung bình 0-84 mét trên mực nước biển. Dân số thời điểm năm 1999 là 4025 người.